# Recettore degli ormoni tiroidei

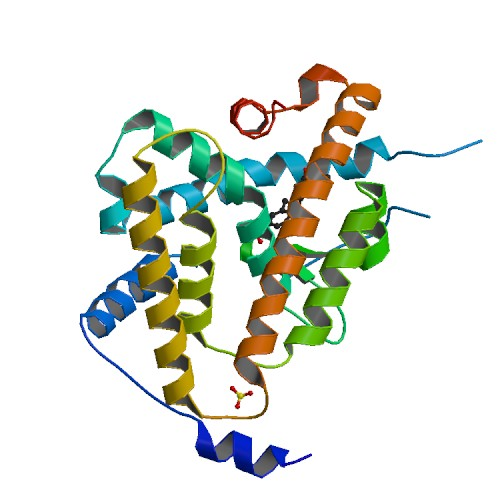
Recettore dell'ormone tiroideo alfa

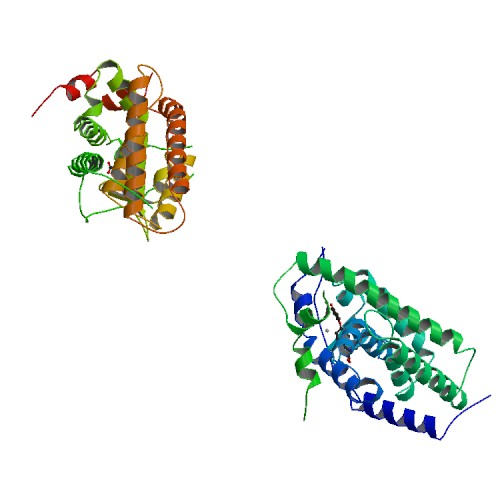
Recettore dell'ormone tiroideo beta1 e 2

Il recettore degli ormoni tiroidei (TR) è una tipologia di recettori nucleari che viene attivato in seguito al legame con gli ormoni tiroidei.
I TR agiscono come fattori di trascrizione, influenzando in definitiva la regolazione della trascrizione genica e della traduzione. Questi recettori hanno anche effetti non genomici che portano all'attivazione del secondo messaggero e alla corrispondente risposta cellulare.

## Funzioni
L'attivazione del recettore determina la regolazione del metabolismo, soprattutto glucidico e degli acidi grassi, e della frequenza cardiaca; in più tali recettori intervengono nello sviluppo dell'organismo.
Questi recettori sono in genere associati ai recettori dell'acido retinoico (RXR), formando eterodimeri. Nella sua forma inattivata, il TR inibisce la trascrizione genica legando i corepressori. Ciò aggiunge un ulteriore livello di regolamentazione a un processo già strettamente regolato.
Quando attivati, questi recettori si associano ad altri attivatori e iniziano la trascrizione genica. I TR sono anche coinvolti nella vitalità cellulare e si ritiene che abbiano altri effetti non genomici che sono attualmente allo studio.

### Ruolo nello sviluppo
È stato, infatti, dimostrato che la maturazione cerebrale del feto e del bambino in fase puberale è strettamente controllata dagli ormoni tiroidei. Qualsiasi disturbo chimico o fisico che interferisce con l'azione dei recettori tiroidei in queste fasi, può seriamente compromettere certe funzioni organiche e il corretto sviluppo cerebrale (soprattutto il lato cognitivo). Era molto più comune in passato osservare deficit di iodio nelle aree dell'entroterra, che poteva causare in una significativa proporzione di persone la comparsa del cosiddetto "cretinismo". Questa condizione patologica è dovuta alla insufficiente introduzione di iodio con la dieta. Per mancanza dell'elemento, non avviene la corretta sintesi di ormoni tiroidei (T3 e tiroxina), i quali non possono guidare la maturazione e fisica e cerebrale del soggetto, fino a giungere ad un vero e proprio ritardo mentale.

## Tipologie di recettori
Allo stato attuale della conoscenza, esistono 4 forme recettoriali per gli ormoni tiroidei, dei quali solo 3 sono in grado di legare gli ormoni:
- Recettore alfa-1: recettore ampiamente espresso e presente particolarmente nel muscolo cardiaco e scheletrico.
- Recettore alfa-2: omologo all'oncogene virale v-erb-A, ma non in grado di legare l'ormone.
- Recettore beta-1. espresso principalmente nel cervello, fegato e reni.
- Recettore beta-2: presente in regioni limitate del corpo umano come ipotalamo e ghiandola pituitaria.

## Meccanismo d'azione
L'ormone tiroideo viene trasportato nella cellula attraverso un trasportatore. Una volta all'interno della cellula, l'ormone può avere effetti genomici o non genomici. La via di segnalazione genomica influenza direttamente la trascrizione e la traduzione genica, mentre la via non genomica comporta cambiamenti cellulari più rapidi, alcuni dei quali regolano anche l'espressione genica attraverso una segnalazione indiretta

## Fisiopatologia
Alcune mutazioni nella sequenza amminoacidica del recettore degli ormoni tiroidei sono associate alla resistenza all'ormone tiroideo.